# David H. D. Warren
Pour les articles homonymes, voir Warren.
David H.D. Warren est un spécialiste de l'intelligence artificielle. Il a écrit le premier compilateur pour le langage Prolog. On lui doit la Warren's Abstract Machine qui est une machine pour l'exécution du langage Prolog.